# 機密特務：阿蓋爾
《機密特務：阿蓋爾》（英語：Argylle）是一部2024年英美合拍間諜動作喜劇片，由馬修·范恩執導，傑森·福克斯編劇。電影講述內向間諜小說家艾莉·康威（Elly Conway）書中的內容過分影射現實的地下邪惡組織，導致自己身歷險境，直到真正的間諜艾登（Aiden）現身解救她。主演陣容包括亨利·卡維爾、布萊絲·達拉斯·霍華、山姆·洛克威爾、布萊恩·克蘭斯頓、凱薩琳·奧哈拉、杜娃·黎波、亞莉安娜·黛博塞、約翰·希南和山繆·傑克森。
《機密特務：阿蓋爾》2024年2月1日在英國院線上映，美國於2024年2月2日上映，之後登陸串流媒體Apple TV+。電影收穫負面評價，票房收穫不足以打平製作成本成為票房炸彈。

## 演員
- 亨利·卡維爾 飾演 特工阿蓋爾（Agent Argylle）[5]
- 布萊絲·達拉斯·霍華 飾演 特工瑞秋·凱爾／艾莉·康威（Agent Rachel Kylle / Elly Conway）[5][6]
- 山姆·洛克威爾 飾演 艾登·王爾德（Aiden Wilde）[7]
- 布萊恩·克蘭斯頓 飾演 李特爾／巴利·康威（Ritter / Barry Conway）[7]
- 凱薩琳·奧哈拉 飾演 瑪格麗特·沃格勒博士／露絲·康威（Dr Margaret Vogler / Ruth Conway）[8]
- 蘇菲亞·波提拉 飾演 莎芭·阿里-巴德爾（Saba Al-Badr）[7]
- 杜娃·黎波 飾演 拉革勒（LaGrange）[7]
- 亞莉安娜·黛博塞 飾演 凱拉（Keira）[7]
- 約翰·希南 飾演 懷特（Wyatt）[7]
- 山繆·傑克森 飾演 阿爾弗雷德·所羅門（Alfred Solomon）[7]
- 理查·E·格蘭特飾演富勒（Fowler），小說《阿蓋爾》中阿蓋爾和懷特的上司[7]
- 陸思敬飾演李小姐（Miss Li），小說《阿蓋爾》中阿蓋爾在香港的任務對象[9]
- 羅伯·德萊尼飾演副局長鮑威爾（Deputy Powell），「部門」的副局長[10]。
- 托米瓦·伊登（英语：Adetomiwa Edun）飾演盧蘭（Nolan），「部門」的技術人員、李特爾的手下
- 托馬斯·柏利迪斯（Tomás Paredes）飾演卡洛斯（Carlos），「部門」特工、李特爾的手下
- 史丹利·摩根（Stanley Morgan）飾演巴枯寧（Bakunin），無政府主義黑客[11]。
- 路易·帕特里奇和班·丹尼爾斯分別在片尾片段中飾演奧布里·阿蓋爾和為金士曼工作的酒保[12]。

## 製作
2021年6月，宣佈馬修·范恩將執導一部名為《機密特務：阿蓋爾》的電影。2021年7月，據報導該片將由傑森·福克斯編劇，改編自艾莉·康威（Ellie Conway）尚未發售的同名小說，而亨利·卡維爾、山姆·洛克威爾、布萊絲·達拉斯·霍華、布萊恩·克蘭斯頓、凱薩琳·奧哈拉、約翰·希南、山繆·傑克森和杜娃·黎波加入演員陣容。此外，黎波也將為電影獻唱主題曲、並參與配樂工作。2021年8月，據報導Apple TV+以2億美元收購該片的發行權。
《好萊塢報導》質疑新人作家艾莉·康威的身份。康威的書據稱為本片的原作，但該作家存在的唯一證據包括沒有帖子的Instagram帳號及兩行簡介，顯示她居住在美國狀態。該媒體指出，她的名字在出版商企鵝蘭登書屋的網站上寫為，並嘗試聯繫她本人、公關人員和人才經紀人，但並未成功。

### 拍攝
主體拍攝於2021年8月在倫敦開始進行，並由喬治·里奇蒙德擔任攝影師，拍攝地點還將在歐洲各地進行。

## 發行
2023年6月，環球影業將電影排定2024年2月2日在美國院線上映，之後在2024年4月12日於Apple TV+上線。

## 迴響

### 評價
爛番茄根據303條評論，本片得到新鮮度33%，均分4.9／10，觀眾的好評度61%，均分3.4／5。在Metacritic上根據56條評論而獲得35分。

### 票房
| 上一届： 《辣妹過招》                      | 2024年美國週末票房冠軍 第5-6週 | 下一届： 《雷鬼之父：音樂無國界》 |
| 上一届： 《劇場版 SPY×FAMILY CODE: White》 | 2024年台北週末票房冠軍 第5-6週 | 下一届： 《可憐的東西》           |

## 外部連結
- 《機密特務：阿蓋爾》的Instagram帳戶
- 互联网电影数据库（IMDb）上《機密特務：阿蓋爾》的资料（英文）
- Box Office Mojo上《機密特務：阿蓋爾》的资料（英文）
- AllMovie上《機密特務：阿蓋爾》的资料（英文）
- Metacritic上《機密特務：阿蓋爾》的資料（英文）
- 爛番茄上《機密特務：阿蓋爾》的資料（英文）
- 開眼電影網上《機密特務：阿蓋爾》的資料（繁體中文）
- 豆瓣电影上《機密特務：阿蓋爾》的資料 （简体中文）
- 时光网上《機密特務：阿蓋爾》的資料（简体中文）